# Miguel Guillén Vallejo
Miguel Guillén Vallejo (Sevilla, 14 de abril de 1968) es un empresario español, expresidente del Real Betis Balompié.

## Biografía
Nacido en Sevilla, pasa buena parte de su vida en el extranjero cultivando una formación académica que iniciada localmente en el Colegio Tabladilla y continuada en el Belmont Abbey School de Inglaterra y en la Lambuth University de Estados Unidos, donde se licenció en Económicas con especialidad en dirección de empresas. Anduvo lejos de su tierra, siempre enfundado en una bandera verdiblanca, desde el 1984 a 1992 y por ello diluyó su vinculación de toda la vida con la Quinta Angustia. En el año de la Expo comenzó como analista del Banco Zaragozano y en el 96 fundó Guillén Vallejo S. L., la empresa que lleva sus apellidos y con la que se dedica a comprar y vender aceite. Es un broker de esta especialidad, muy reconocido a nivel internacional, de aquí que sea popularmente conocido con el sobrenombre de "el aceitero". Su familia patrocinó al Betis en los años ochenta.
Fue elegido Presidente del Real Betis Balompié en la Junta General Ordinaria y Extraordinaria del 29 de junio de 2011. Cesó en su cargo el 28 de marzo de 2014. Ya en diciembre del año 2010 es nombrado consejero del real Betis Balompié, quedando al cargo del área de Marketing. Forma parte del primer consejo conocido como "Consejo Judicial" tras la época de Manuel Ruiz de Lopera y Bitton Sport. Es el máximo responsable de la revitalización de la Marca "RBB" y de la búsqueda de ingresos económicos inmediatos, tras la ruinosa situación económica en la que se encontraba el Club, con una deuda de 90 millones de Euros generada durante la etapa de "Lopera y Oliver" .
Sucede en la Presidencia a Rafael Gordillo, uno de sus ídolos de la infancia que deja la presidencia tras ascender al equipo a primera División en la temporada 2010-2011.
Durante su primera temporada como Presidente del Real Betis Balompié, en lo deportivo el Club consigue una permanencia holgada en primera división. En lo Económico, logra estabilizar la economía del Club, firmando un Convenio con los Acreedores que da oxígeno a la entidad para su viabilidad económica. En lo Social consigue cierta paz y estabilidad, logrando aunar al Club, plataformas y aficionados, alrededor de su figura.
La siguiente temporada el equipo se clasifica en 7 posición de la Liga BBVA, logrando la participación en la EUROPA LEAGUE para el siguiente curso. Hacia 8 años que el equipo no se clasificaba para jugar esta competición Europea. En lo económico, continua de forma importante la reducción de la deuda del concurso, y las cuentas presentadas en la Junta General Ordinaria dan beneficios, después de muchos años de perdidas continuadas. Se pone en marcha la remodelación de la ciudad deportiva Luis del Sol y se abre la oficina de atención al Socio, acercando al club a sus abonados y seguidores. El Real Betis Balompié como entidad recupera su imagen de Club histórico y respetado en el Fútbol Español.
Tras una buena pretemporada, en el sorteo del 9 de agosto de la liga europea, el Real Betis es emparejado con el Fotbalový klub Baumit Jablonec, de la liga checa. Tras superar cómodamente la fase previa, el Real Betis fue encuadrado en el grupo I de la Europa League, junto a Olympique de Lyon, Vitória de Guimarães y Rijeka. Aunque el equipo consiguió superar la fase de grupos con una jornada de antelación, la mala marcha en Liga, donde se encontraba último con únicamente 10 puntos en la jornada 15, propició el 2 de diciembre de 2013 la destitución de Pepe Mel, entrenador que lo subió a la liga BBVA y que lo llevó a Europa. El nuevo entrenador, designado ese mismo día, fue Juan Carlos Garrido. El 19 de enero, tras sumar 1 punto de 15 disputados en liga y siendo eliminado de la copa por el Athletic Club, Juan Carlos Garrido fue destituido, su relevo fue Gabriel Calderón. Con Calderón se mejora un poco la mala racha, ganando dos partidos tras cinco meses sin hacerlo, aunque todavía lejos de la salvación. Pese a los malos resultados, en Europa el Betis elimina al Rubin Kazan en dieciseisavos. En octavos gana el primer derbi sevillano en competición europea al Sevilla FC en el Ramón Sánchez Pizjuán por un contundente 0-2 en el partido de ida. Sin embargo, en el partido de vuelta, el Sevilla FC iguala el resultado y vence finalmente en los penalties, llevando fuera de la competición al conjunto verdiblanco.
Finalmente, no se logra evitar el lamentable descenso del equipo a la segunda división Española con 25 puntos. El Real Betis Balompié acaba la temporada como último clasificado en la Primera División del Fútbol Español
En la Junta General Extraordinaria del 28 de marzo de ese año, Miguel Guillen Vallejo presenta su dimisión irrevocable como presidente de la entidad, asumiendo el fracaso deportivo de esa temporada, en la que el Club desciende a Segunda División.